# Río Ojuelo
Río Ojuelo är ett vattendrag i Spanien.   Det ligger i provinsen Provincia de Albacete och regionen Kastilien-La Mancha, i den centrala delen av landet, 190 km sydost om huvudstaden Madrid.